# 袁裕
袁裕（1226年—1284年），字仲宽，元朝洛阳（今河南洛阳市）人。
袁裕幼年丧父，跟随哥哥避难居住在聊城，长大后好学。中统初年，为聊城县丞升为中书右司掾。建言给重囚衣粮医药，免于没收其妻儿财产，后作为法令。至元六年（1269年），升为开封府判官。至元八年（1271年），官任监察御史。转任西夏中兴等路新民安抚副使，兼本道巡行劝农副使，与安抚使独吉设立三屯，计丁给地，安置移民万余人。至元十三年（1276年），任为甘州等路宣抚副使，兼西夏中兴等路新民安抚副使。至元十八年（1281年），任南阳知府。至元十九年（1282年）入朝为刑部侍郎，用法平允，惩恶严厉。出京为顺德路总管。至元二十一年（1284年），在官任上去世，时年五十九岁。袁裕以其兄有养育之恩，令其子袁师愈将恩荫让给兄长的儿子袁仁，袁师愈后官至侍御史。